# Hanseatenring Wismar
Der Hanseatenring Wismar war von 1954 bis 1959 eine temporäre Motorsport-Rennstrecke auf den beiden durch einen Grünstreifen getrennten Richtungsfahrbahnen der heutigen Bürgermeister-Haupt-Straße in Wismar. Die Streckenlänge betrug 2,953 km.

## Geschichte
Ab 1949 gab es Bestrebungen in Wismar die 1936 errichtete Bürgermeister-Haupt-Strasse zu einer „Strasse des Sports“ auszubauen. Die Straße wurde dazu vierspurig ausgebaut um auch Rad-, Motorrad und Automobilrennen ausrichten zu können und mit 2 Spitzkehren versehen. Zunächst hatte die Strecke eine Länge von 1,8 Kilometer, die durch den notwendigen Ausbau der Südkurve als langgezogene Schleife auf 2,9 Kilometer erweitert wurde.
Auf der Rennstrecke fanden von 1955 bis 1959 insgesamt 7 nationale Auto- sowie Motorradrennveranstaltungen mit und ohne Beiwagen statt. Veranstalter waren  die Sektion Motorrennsport der DDR und der Allgemeine Deutschen Motorsportverband (ADMV). Klassen waren u. a. Formel 3 bei Rennwagen, A, B, C bei Motorrädern sowie verschiedene Hubraumklassen der Beiwagenmotorräder (auch als Gespanne oder Dreiradfahrzeuge bezeichnet). Die Rennen waren in Wismar und Umgebung sehr populär und lockten bis zu 30.000 Zuschauer an.
Bei der 2. Veranstaltung 1959 am 9. August kam es dann im 2. der 5 geplanten Rennen für 250-ccm-Motorräder in der fünften Runde in der langgezogenen Südkurve zu einem folgenreichen schweren Unfall. Ein Fahrer vom MC Rackwitz/Delitzsch aus Sachsen scherte mit seiner Maschine auf den Kupferschlackesteinen des Pflasters in der Südkurve aus und raste in die Zuschauermenge. Der Fahrer und zwei Zuschauer verstarben bei diesem Unfall und es gab neun Schwerverletzte. Nach diesem Zwischenfall wurde die Veranstaltung sofort abgebrochen und die Rennen danach nicht wieder aufgenommen. In der Folge fanden nur noch Radrennveranstaltungen auf dem Hanseatenring statt.

## Veranstaltungen

### Motorsport-Veranstaltungen
- 11. April 1954: Bezirkstraining zur Vorbereitung auf ein Rennen auf dem zukünftigen Hanseaten-Ring.
- 28. August 1955: 1. Rennen auf dem Hanseaten-Ring.
- 05. August 1956: 2. Rennen für Motorräder und Seitenwagengespanne, sowie Autos.
- 05. Mai 1957: 3. Rennen für Motorräder und Seitenwagengespanne, sowie Autos.
- 04. August 1957: 4. Rennen für Motorräder und Autos.
- 22. Juni 1958: 5. Rennen für Motorräder, Seitenwagengespanne und Autos.
- 18. Mai 1959: 6. Rennen für Serienmotorräder.
- 09. August 1959 7. Rennen für Motorräder und Seitenwagengespanne, sowie Autos.

### Radrennen
- 3. Oktober 1954: Rundstreckenrennen für Fahrrad
- 12. Juli 1963: Internationales Kriterium für Fahrrad
- 22. Mai 1966: Rundstreckenrennen über 93 Kilometer im Rahmen der 19. Internationalen Friedensfahrt
- 27. August 2000: 1. Stadtwerke Hanseaten-Ring-Radrennen
- 26. August 2001: 2. Stadtwerke Hanseaten-Ring-Radrennen
- 1. September 2002: 3. Stadtwerke Hanseaten-Ring-Radrennen
- 24. August 2003: 4. Stadtwerke Hanseaten-Ring-Radrennen
- 29. August 2004: 5. Stadtwerke Hanseaten-Ring-Radrennen
- 28. August 2005: 6. Stadtwerke Hanseaten-Ring-Radrennen
- 27. August 2008: 7. Stadtwerke Hanseaten-Ring-Radrennen